# Adolf Güngerich
Heinrich Adolf Güngerich (* 27. Oktober 1894 auf Hof Oppelshausen bei Altenstadt (Hessen); † 15. Dezember 1966 in Bad Nauheim) war ein deutscher Beamter und Landrat.

## Leben
Heinrich Adolph Güngerich wurde als Sohn eines Hofpächters, des Mennoniten Robert Güngerich und dessen Ehefrau Anna Maria Güngerich geb. Heck auf dem Hof Oppelshausen geboren. Nach dem Besuch des humanistischen Gymnasiums in Büdingen studierte er von 1913 bis 1917 Rechtswissenschaften an den Universitäten in Gießen, München, Berlin und Frankfurt am Main. In der Münchener Zeit wurde er 1914 Mitglied des Corps Ratisbonia. Noch während des Ersten Weltkriegs legte Güngerich 1917 sein juristisches Referendarexamen ab, bevor er zum Heeresdienst eingezogen wurde. Von 1918 bis 1922 sein Rechtsreferendariat an einem Amtsgericht, Landgericht, bei einem Rechtsanwalt und auf einem Landratsamt absolvierend, fand Güngerich nachfolgend von 1922 bis 1927 als Regierungsassessor Einsatz auf dem Landratsamt in Heppenheim und von 1927 bis 1929 in gleicher Stellung in Gießen. Nach Ernennung zum Regierungsrat im Jahr 1929 wurde Güngerich bis 1945 an verschiedenen Landratsämtern eingesetzt, so in Friedberg, Bensheim und zuletzt bis 1944 in Worms.
Nach dem Ende des Zweiten Weltkriegs und der Zeit des Nationalsozialismus 1945 an seinem letzten Dienstort Worms zum Landrat des Landkreises Worms bestellt, blieb er dort bis zu seiner Versetzung als Oberregierungsrat an das Regierungspräsidium Rheinhessen in Mainz. Zuletzt war er von 1950 bis 1959 Landrat des Landkreises Simmern mit Sitz in Simmern/Hunsrück.
Während Güngerichs Dienstzeit in Simmern entstand dort die Kreisberufsschule (1952–1954), erfolgte die Gründung des Kreisvolksbildungswerks (1953) und setzte der umfängliche Ausbau der Kreisstraßen ein. Güngerich trat mit Vollendung der Altersgrenze zum 31. Oktober 1959 in den Ruhestand.